# Linamarin

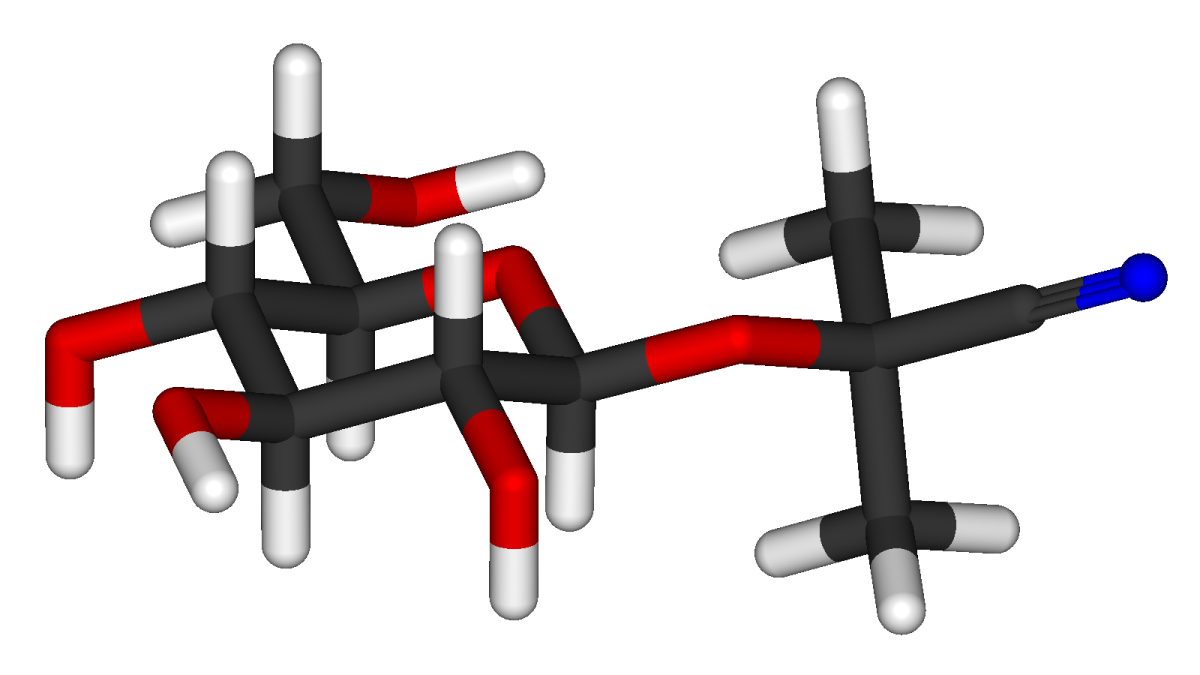
3D-perspektiv

Linamarin är ett ämne som ingår i maniok (Manihot esculenta) (kassava), linfrö (Linum usitatissimum), limabönor (Phaseolus lunatus), kaffe och kaffeprodukter samt vitklöver (Trifolium repens). En nedbrytningsprodukt vid matspjälkningen, metabolismen, är det mycket giftiga ämnet vätecyanid. Upphettning oskadliggör de hälsovådliga effekterna.
Besk smak.
Flera isomerer förekommer.
Mängd linamarin varierar inom vida gränser allt efter odlingsförhållandena och annat. För maniokrötter anges 15…1 000 mg/kg, för linfrö 360…390 mg/kg, som dock avser summan av linamarin, linustatin och neolinustatin i icke närmare specificerade proportioner.
För människor anges förgiftningsgränsen ligga omkring 1 mg/kg kroppsvikt. Symtom är
andnöd, sjunkande blodtryck, snabb puls, huvudvärk, dåsighet, kräkning, diarré, förvirring, slöhet, blå hud p.g.a. syrebrist (cyanosis), spasmer och kramper.
Kroppen bryter ner vätecyanid till tiocyanat, vilket försämrar sköldkörtelns nödvändiga upptag av jod. Detta kan dock behandlas genom extra tillförsel av jodpreparat.
Kronisk överkonsumtion av linamarinhaltig föda kan ge oåterkalleliga nervskador som yttrar sig i bensvaghet, och därmed vinglig gång.
Linamarin har användning i diverse experiment och finns att köpa i ren form. Prisindikation är ca 230 US $ för 50 mg.

## Fysiska egenskaper
- Polarisering (optisk rotation) –29° vid 18 °C [1]